# Claudio Escauriza
Claudio Escauriza (Paraguay, 3 de mayo de 1958) es un ex decatleta es entrenador actual, quien compitió en los Juegos Olímpicos de 1984 en Los Ángeles en los Estados Unidos de América y el primer Campeonato Mundial de Atletismo en  1983 en Helsinki, Finlandia. Escauriza representó a Paraguay en varios campeonatos sudamericanos y también posee el récord nacional paraguayo en decatlón con un puntaje de 6.943. Fue el entrenador de los jabalinistas paraguayos Edgar Baumann y Fabián Jara. Escauriza es el padre de tenista paraguaya Lara Escauriza.

## Como entrenador
Escauriza y Édgar Torres viajaron a los Juegos Olímpicos de 2012 en Londres cómo entrenadores del grupo.
Para el Campeonato Sudamericano de 2013 en Cartagena, Colombia, Escauriza era parte del cuerpo técnico con entrenador paraguayo Plinio Penzzi y entrenador húngaro Thomas Zuddy.

## Vida privada
En 2009, Escauriza, junto con José Luis Chilavert, Tomás Orué, y abogado Alejandro Rubin, atendieron una conferencia de prensa en un centro comercial de la ciudad de Asunción, Shopping del Sol, en apoyo al jabalinista paraguayo Edgar Baumann, quién recibió un fallo favorable de la Corte Suprema de Paraguay contra el presidente del Comité Olímpico Paraguayo, Ramón Zubizarreta, por robarle el derecho de competir en los Juegos Olímpicos de 2000 y también por no entregar las sumas de dinero Baumann obtuvo de su beca.